# E42
|  | Per a altres significats, vegeu «Esposizione Universale Roma». |

La ruta europea E42 és una carretera que forma part de la Xarxa de carreteres europees. Comença a Dunkerque (França) i finalitza a Aschaffenburg (Alemanya). Té una longitud de 680 km. Té una orientació d'est a oest i travessa França, Regne Unit, Bèlgica i Alemanya. A Bèlgica es diu autopista de Valònia (autoroute de Wallonie).

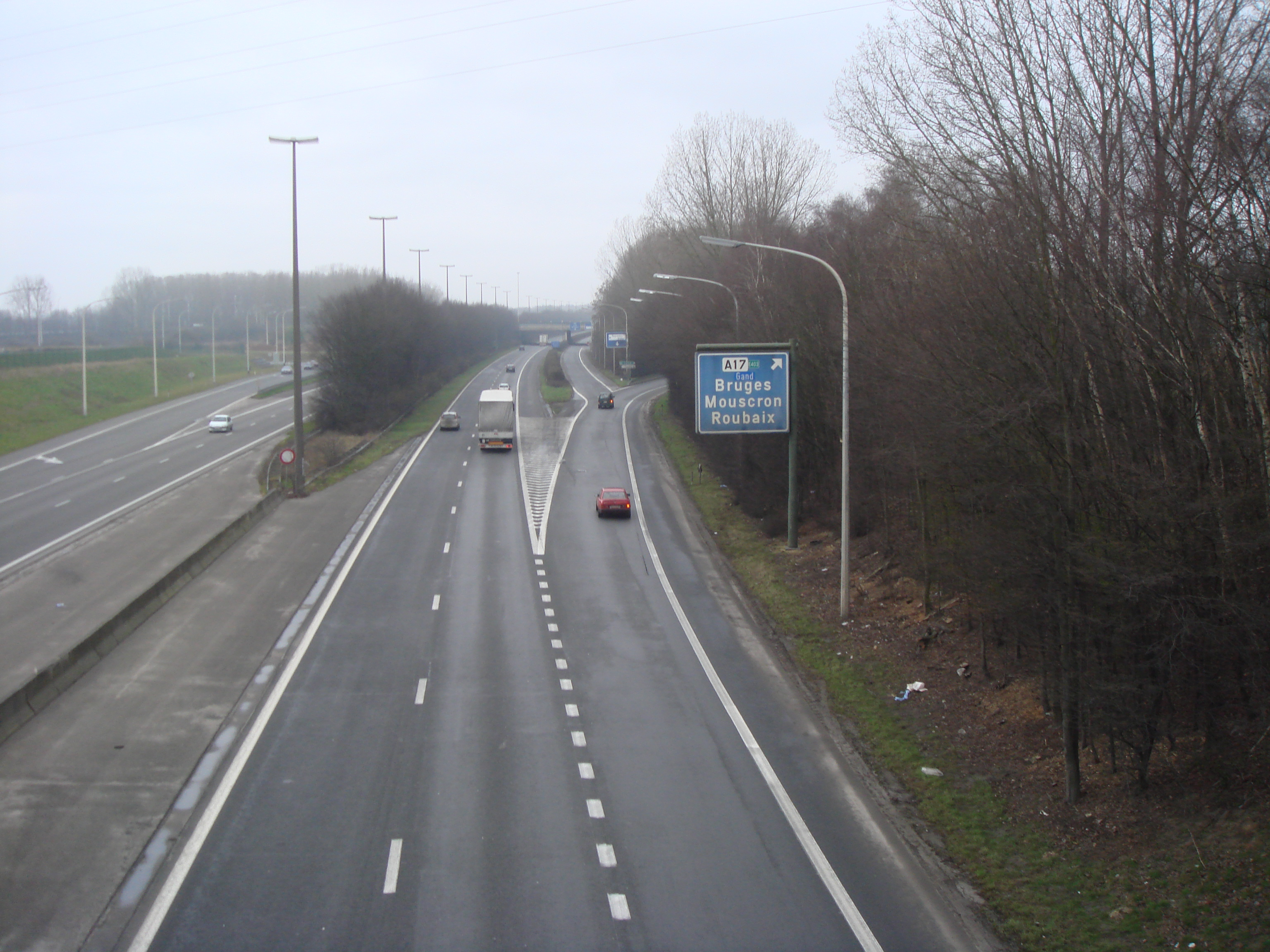
L'E42 a Tournai (Bèlgica)